# Liste der Baudenkmäler in Roßtal
Auf dieser Seite sind die Baudenkmäler in dem mittelfränkischen Markt Roßtal zusammengestellt. Diese Tabelle ist eine Teilliste der Liste der Baudenkmäler in Bayern. Grundlage ist die Bayerische Denkmalliste, die auf Basis des Bayerischen Denkmalschutzgesetzes vom 1. Oktober 1973 erstmals erstellt wurde und seither durch das Bayerische Landesamt für Denkmalpflege geführt wird. Die folgenden Angaben ersetzen nicht die rechtsverbindliche Auskunft der Denkmalschutzbehörde.
 Diese Liste gibt den Fortschreibungsstand vom 5. September 2014 wieder und enthält 62 Baudenkmäler.

## Ensembles

### Ensemble Ortskern Markt Roßtal

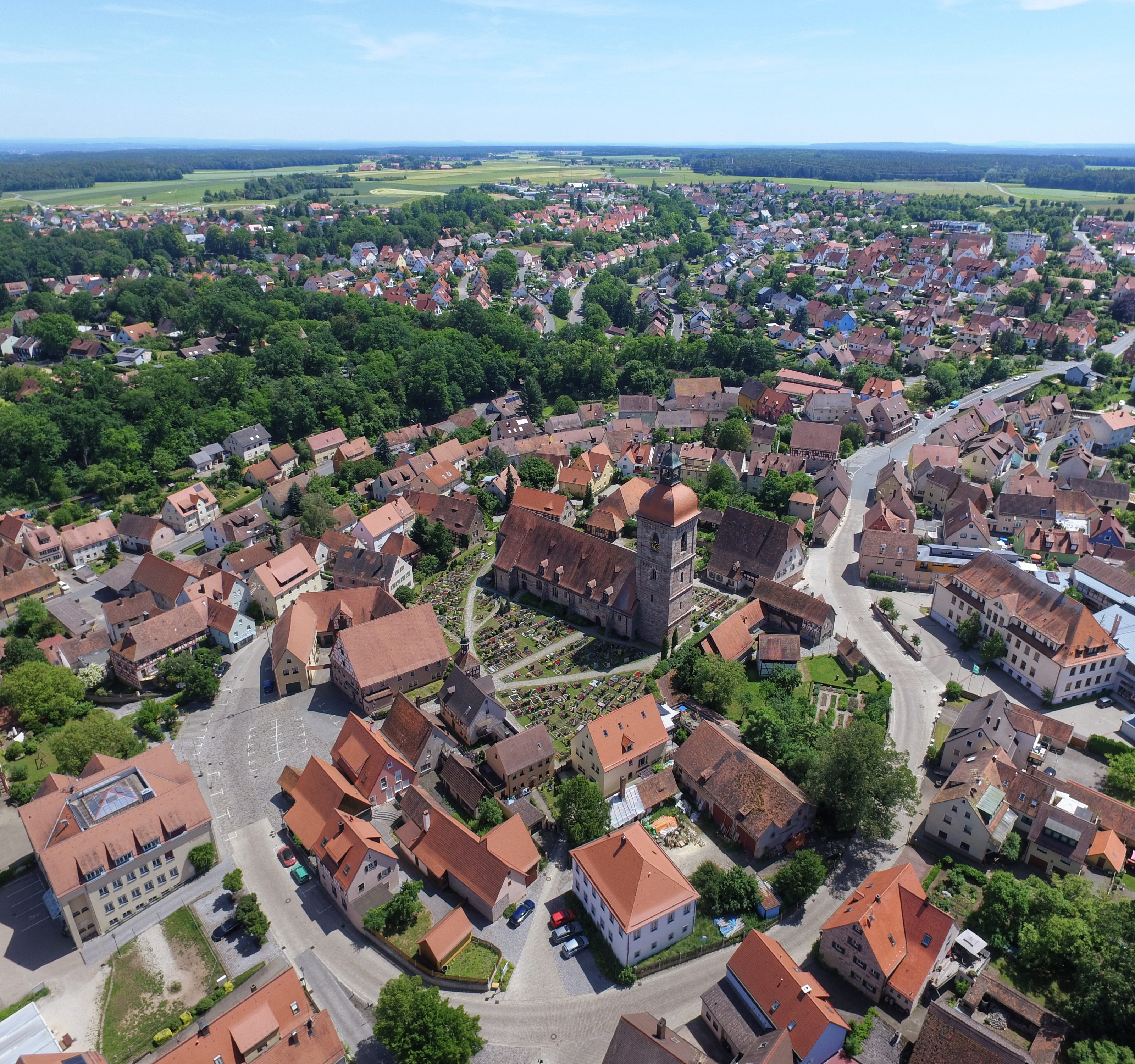
Ortskern Roßtal von Nordwesten her betrachtet.

Die Umgrenzung des Ensembles Roßtal wird durch die ehemalige, durch eine Mauer befestigte Burg auf dem Plateauvorsprung definiert, deren Areal auch Zentrum des heutigen Marktortes ist. Die königliche Landesburg lag an der Verbindungslinie der fränkischen Königshöfe Würzburg/Riedfeld–Langenzenn–Schwabach. Ihre mit Türmen verstärkte Burgmauer war wenigstens während des 9. und 10. Jahrhunderts in Funktion. So wurde Roßtal, die Bewehrung war im 10. Jahrhundert modernisiert worden, 954 im Kampf von König Otto I. gegen seinen Sohn Liudulf vergeblich belagert. Die von der Mauer geschichtlich bestimmte Ausdehnung des Ensembles ist zugleich durch die topographische Situation, die Spornlage mit Abhängen an der West-, Nord- und Ostseite, ganz deutlich ablesbar. Diese Burganlage ist umso wichtiger, als die „Stadt“ Roßtal ohne Befestigung geblieben war. Die Burggrafen von Nürnberg, in deren Besitz der Ort 1281 übergegangen war, erwarben 1328 von Kaiser Ludwig der Bayer das Stadtrecht nach Nürnberger Vorbild, das Kaiser Karl IV. bestätigte.
Dennoch ist es nie zur Ausbildung einer Stadt im eigentlichen Sinn gekommen. Ohne Stadtbefestigung musste in Kriegszeiten der befestigte Kirchhof als Schutz dienen. Der Kirchhof um die Pfarrkirche St. Lorenz mit ihrer frühromanischen Krypta aus der ersten Hälfte des 11. Jahrhunderts wird ungefähr rechteckig begrenzt durch die spätmittelalterliche Kirchhofmauer zum Teil unterbrechen bzw. auf ihr aufsitzen.
In der Südostecke, beim Ausgang zur Schulstraße, erhebt sich der spätmittelalterliche Fachwerkbau des Pfarrhauses. Nach Norden öffnet sich der Kirchhof mit einem Torturm zum Marktplatz, der vor dem Schloss im 17./18. Jahrhundert auf Grund des ehemaligen Bau- oder Halbhofes entstanden ist. Der leicht abschüssige Platz, geprägt von Fachwerkbauten und dem Torturm, öffnet sich gegen das Schloss. Hier an der Nordseite schafft der Rathausneubau eine Beeinträchtigung. Aktennummer: E-5-73-125-1.

## Baudenkmäler nach Gemeindeteilen

### Roßtal
| Lage                                               | Objekt                                                                     | Beschreibung | Akten-Nr.     | Bild                                                                     |
| -------------------------------------------------- | -------------------------------------------------------------------------- | --- | ------------- | ------------------------------------------------------------------------ |
| Am Schloßberg 4 (Standort)                         | Wohnhaus                                                                   | Zweigeschossiger Satteldachbau auf erhöhtem Sockel, Erdgeschoss Sandsteinquadermauerwerk, Obergeschoss freiliegendes Fachwerk, mit vorgelagerter Freitreppe, bezeichnet „1782“ | D-5-73-125-1  | weitere Bilder                                                           |
| An der Schloßmauer; Nähe Zinkenbuck (Standort)     | Felsenkeller am Zinkenbuck, insgesamt 19 einzeln zugängliche Kellerräume   | Teilweise verzweigt, Sandsteinmauerwerk und Ziegelstein, erstes Viertel 20. Jahrhundert | D-5-73-125-68 | Felsenkeller am Zinkenbuck, insgesamt 19 einzeln zugängliche Kellerräume |
| In der Gasse 10 a (Standort)                       | Ehemalige Fachwerkscheune                                                  | Mit Steilsatteldach, 18. Jahrhundert | D-5-73-125-59 | BW                                                                       |
| Marktplatz (Standort)                              | Brunnen                                                                    | Runde Einfassung aus Sandsteinquadermauerwerk mit erneuertem Fachwerküberbau mit Satteldach, 17./18. Jahrhundert | D-5-73-125-10 | weitere Bilder                                                           |
| Marktplatz 3 (Standort)                            | Wohnhaus                                                                   | Zweigeschossiger Walmdachbau, Erdgeschoss massiv verputzt, Obergeschoss zum Teil freiliegendes Fachwerk, 16./17. Jahrhundert, mit späteren Veränderungen und Giebelgauben | D-5-73-125-2  | weitere Bilder                                                           |
| Marktplatz 4 (Standort)                            | Ehemaliges Schloss Roßtal                                                  | Dreigeschossiger Satteldachbau mit Schlepp- und Fledermausgauben, Erd- und erstes Obergeschoss massiv verputzt, zweites Obergeschoss und Ostgiebel freiliegendes Fachwerk, im frühen 17. Jahrhundert auf dem Gelände eines Burgstalls des 13. Jahrhunderts errichtet, Westgiebel „1923“ (bezeichnet) massiv aufgeführt | D-5-73-125-3  | weitere Bilder                                                           |
| Marktplatz 5 (Standort)                            | Wohnhaus                                                                   | Zwei- bis dreigeschossiges Fachwerkhaus in Hanglage, mit Fußwalmdach und Aufzugswalm, 17./18. Jahrhundert, westliche Erdgeschossfassade weitgehend verändert | D-5-73-125-4  | Wohnhaus                                                                 |
| Marktplatz 6 (Standort)                            | Gasthaus Weißes Lamm                                                       | Zweigeschossiger Satteldachbau, Sandsteinquaderbau mit Sichtfachwerkgiebeln, zum Teil verputzt, 18. Jahrhundert, Tür bezeichnet „1804“; mit Ausstattung, 1932 | D-5-73-125-5  | weitere Bilder                                                           |
| Marktplatz 6 (Standort)                            | Gasthaus Weißes Lamm, südliches Wirtschaftsgebäude                         | Zweigeschossiger Satteldachbau, Erdgeschoss massiv verputzt, Obergeschoss freiliegendes Fachwerk, 18./19. Jahrhundert | D-5-73-125-5  | weitere Bilder                                                           |
| Marktplatz 7 (Standort)                            | Wohnhaus                                                                   | Zweigeschossiger Satteldachbau mit Fachwerkobergeschoss, 18. Jahrhundert | D-5-73-125-6  | weitere Bilder                                                           |
| Marktplatz 8 (Standort)                            | Wohnhaus                                                                   | Eingeschossiger Satteldachbau mit Schleppgaube, Sandsteinquaderbau mit Sichtfachwerkgiebel, Anfang 18. Jahrhundert | D-5-73-125-7  | weitere Bilder                                                           |
| Marktplatz 9 (Standort)                            | Scheune                                                                    | Eingeschossiger Fachwerkbau mit Satteldach, zum Teil verputzt, wohl 18. Jahrhundert | D-5-73-125-66 | Scheune                                                                  |
| Nürnberger Straße 5 (Standort)                     | Gasthaus Zur Kanne                                                         | Traufständiges Eckhaus, zweigeschossiger Satteldachbau mit Schleppgauben, Erdgeschoss Sandsteinquadermauerwerk, Obergeschoss und Giebel Sichtfachwerk, 18. Jahrhundert (Portal bezeichnet „1908“), Erdgeschossfassade durch Ladenanbau verändert                                                                       | D-5-73-125-11 | weitere Bilder                                                           |
| Nürnberger Straße 7 (Standort)                     | Bauernhaus                                                                 | Giebelständiges Eckhaus, zweigeschossiger Sandsteinquaderbau mit Satteldach und Fledermausgauben, zum Teil verputzt, bezeichnet „1852“ | D-5-73-125-12 | BW                                                                       |
| Pelzleinstraße 1 (Standort)                        | Wohnhaus                                                                   | Zweigeschossiges Eckhaus mit Satteldach und Giebelgauben, Erdgeschoss, Westfassade und Obergeschoss der rückwärtigen Gebäudeverbreiterung Sandsteinquadermauerwerk, übriges Obergeschoss und Ostgiebel freiliegendes Fachwerk, 18. Jahrhundert                                                                         | D-5-73-125-13 | BW                                                                       |
| Pelzleinstraße 24 a (Standort)                     | Scheune                                                                    | Stattlicher Fachwerkbau mit Satteldach, zum Teil verputzt, 18. Jahrhundert | D-5-73-125-67 | BW                                                                       |
| Rathausgasse 2 (Standort)                          | Scheune, ehemals dem benachbarten ehemaligen Schulhaus zugehörig           | Eingeschossiger Halbwalmdachbau, Fachwerkbau auf hohem Sandsteinsockel, wohl frühes 18. Jahrhundert | D-5-73-125-69 | weitere Bilder                                                           |
| Rathausgasse 4 (Standort)                          | Zweites evangelisch-lutherisches Pfarrhaus                                 | Zweigeschossiger Satteldachbau mit Fledermausgauben und Aufzugswalm, Westfassade Sandsteinquadermauerwerk, im Übrigen Sichtfachwerk, um 1698 an Stelle eines zerstörten Vorgängerbaus des 16. Jahrhunderts neu errichtet                                                                                               | D-5-73-125-15 | weitere Bilder                                                           |
| Rathausgasse 5 (Standort)                          | Scheune                                                                    | zweigeschossiger, giebelseitiger Fachwerkbau mit Satteldach, dendrochronologisch datiert um 1745 | D-5-73-125-77 | BW                                                                       |
| Rathausgasse 6 (Standort)                          | Evangelisch-lutherisches Mesnerhaus                                        | Zweigeschossiger Satteldachbau, Erdgeschoss und Westfassade Sandsteinmauerwerk zum Teil verputzt, Obergeschoss und Ostgiebel freiliegendes Fachwerk, Mitte 18. Jahrhundert, Sandsteinwestfassade bezeichnet „1838“ | D-5-73-125-16 | weitere Bilder                                                           |
| Richtersgasse 5 (Standort)                         | Bauernhof                                                                  | Zweigeschossiges Wohnhaus mit Satteldach, weitgehend verputzter Fachwerkbau, 18. Jahrhundert | D-5-73-125-17 | BW                                                                       |
| Richtersgasse 5 (Standort)                         | Bauernhof, Scheune                                                         | Eingeschossiger Fachwerkbau mit Satteldach, 18. Jahrhundert | D-5-73-125-17 | BW                                                                       |
| Schulstraße (Standort)                             | Brunnen                                                                    | Runde Einfassung aus Sandsteinquadermauerwerk, mit erneuertem Fachwerküberbau mit Satteldach, 17. Jahrhundert | D-5-73-125-24 | weitere Bilder                                                           |
| Schulstraße 7 (Standort)                           | Ehemaliges Wohnhaus und Amtssitz des Richters                              | Zweigeschossiger Walmdachbau mit östlichem Zwerchgiebel, verputzter Massivbau, bezeichnet „1701“ | D-5-73-125-19 | Ehemaliges Wohnhaus und Amtssitz des Richters                            |
| Schulstraße 12 (Standort)                          | Wohnhaus                                                                   | Zweigeschossiger Sandsteinquaderbau mit Satteldach, hölzerner Giebelgaube und Gurtgesims, bezeichnet „1846“ | D-5-73-125-20 | weitere Bilder                                                           |
| Schulstraße 13 (Standort)                          | Ehemaliges Schulhaus                                                       | Schmales zweigeschossiges Satteldachhaus mit Fledermausgauben, Erdgeschoss und Südgiebel Sandsteinquadermauerwerk, Obergeschoss freiliegendes Fachwerk, Anlage des 16. Jahrhunderts mit Erneuerungen des 18. Jahrhunderts, bezeichnet „1760“                                                                           | D-5-73-125-21 | weitere Bilder                                                           |
| Schulstraße 13 (Standort)                          | Scheune                                                                    | Massiver Satteldachbau mit Fachwerkgiebel, um 1800 | D-5-73-125-21 | weitere Bilder                                                           |
| Schulstraße 13 (Standort)                          | Stallung                                                                   | Erdgeschossiger Frackdachbau, zweite Hälfte 19. Jahrhundert | D-5-73-125-21 | BW                                                                       |
| Schulstraße 15 (Standort)                          | Torhaus der Kirchhofbefestigung                                            | Zweigeschossiger Walmdachbau mit polygonalem Dachreiter und Glocke, Erdgeschoss Sandsteinquadermauerwerk, Obergeschoss freiliegendes Fachwerk, bezeichnet „1494“ | D-5-73-125-9  | weitere Bilder                                                           |
| Schulstraße 15, 19 (Standort)                      | Evangelisch-lutherische Pfarrkirche St. Laurentius                         | Saalkirche, Sandsteinquaderbau mit Satteldach und Giebelgauben, im Kern romanische Anlage mit Hallenkrypta, erste Hälfte 11. Jahrhundert, eingezogener Chor, zweite Hälfte 15. Jahrhundert, Westturm Ende 14./Anfang 15. Jahrhundert mit Welscher Haube von 1769; mit Ausstattung                                      | D-5-73-125-22 | weitere Bilder                                                           |
| Schulstraße 15, 19, die Kirche umgebend (Standort) | Friedhof mit Kirchhofmauer                                                 | Mittelalterliche Befestigung in wesentlichen Teilen erhalten, 14./15. Jahrhundert | D-5-73-125-22 | weitere Bilder                                                           |
| Schulstraße 17 (Standort)                          | Erstes evangelisch-lutherisches Pfarrhaus                                  | Stattlicher spätgotischer Fachwerkbau mit steilem Krüppelwalmdach, auf der Kirchhofmauer aus Sandsteinquadermauerwerk aufsitzend, West- und Nordfassade zum Teil verputzt, im Übrigen Sichtfachwerk, erstes Viertel 15. Jahrhundert, spätere Veränderungen (bezeichnet „1562“ und „1894“)                              | D-5-73-125-23 | weitere Bilder                                                           |
| Schulstraße 17 (Standort)                          | Einfriedung des Pfarrgartens                                               | Mauer aus Sandsteinmauerwerk, wohl 15. Jahrhundert | D-5-73-125-23 | BW                                                                       |
| Schulstraße 25 (Standort)                          | Scheune, ehemals zugehörig zur Gastwirtschaft und Brauerei am Marktplatz 6 | Zweigeschossiger Satteldachbau, Erdgeschoss und Westfassade Sandsteinquadermauerwerk, übriges Obergeschoss und Ostgiebel freiliegendes Fachwerk, bezeichnet „1829“ | D-5-73-125-14 | weitere Bilder                                                           |

### Buchschwabach
| Lage                                      | Objekt                                                   | Beschreibung | Akten-Nr.     | Bild           |
| ----------------------------------------- | -------------------------------------------------------- | --- | ------------- | -------------- |
| Buchschwabacher Hauptstraße 18 (Standort) | Wohnstallhaus                                            | Zweigeschossiger giebelständiger Satteldachbau, Erdgeschoss Sandsteinquadermauerwerk, Giebel und Obergeschoss Sichtfachwerk, bezeichnet „1677“ und „1743“                                                                                            | D-5-73-125-25 | Wohnstallhaus  |
| Freiherr-von-Fetzer-Weg 1 (Standort)      | Wohnstallhaus                                            | Zweigeschossiger Satteldachbau, Erdgeschoss massiv verputzt, Obergeschoss freiliegendes Fachwerk, Nordgiebelfassade verputzt, 18. Jahrhundert | D-5-73-125-26 | Wohnstallhaus  |
| Magdalenenweg 4 (Standort)                | Ehemaliges Schulhaus und Mesnerhaus                      | Zweigeschossiger Walmdachbau, Erdgeschoss und Teile des Obergeschosses Sandsteinquadermauerwerk, übriges Obergeschoss freiliegendes Fachwerk, im Kern 16./17. Jahrhundert, Obergeschoss um 1699                                                      | D-5-73-125-27 | BW             |
| Magdalenenweg 6 (Standort)                | Evangelisch-lutherische Filialkirche St. Maria Magdalena | Chorturmkirche, Sandsteinquaderbau mit Satteldach, Chorturm mit Zeltdach, Chorgeschoss des Turms 14. Jahrhundert, Turmobergeschoss erste Hälfte 15. Jahrhundert, neugotisches Langhaus mit Westchor, 1882/83 von Hermann Steindorff; mit Ausstattung | D-5-73-125-28 | weitere Bilder |
| Magdalenenweg 6 (Standort)                | Kirchhofmauer                                            | Weitgehend mittelalterliche Sandsteinquadermauer, zum Teil erneuert, mit Friedhof von 1863 und 1902 | D-5-73-125-28 | BW             |
| Sandleite (Standort)                      | Gedenkstein                                              | Sandsteintafel mit Kreuzaufsatz und neugotischem Dekor, bezeichnet „1882“ | D-5-73-125-30 | BW             |
| Stadtwegfeld (Standort)                   | Kelleranlage                                             | Sandsteinmauerwerk, bezeichnet „1787“ | D-5-73-125-65 | BW             |

### Buttendorf
| Lage                     | Objekt                                            | Beschreibung | Akten-Nr.     | Bild           |
| ------------------------ | ------------------------------------------------- | --- | ------------- | -------------- |
| Hügelstraße 2 (Standort) | Evangelisch-lutherische Filialkirche St. Aegidius | Saalkirche, verputzter Massivbau mit Walmdach und Dachreiter mit Glocke, im Kern 14. Jahrhundert, Chor 1510, Zugang bezeichnet „1585“, umfassende Instandsetzung 1779; mit Ausstattung | D-5-73-125-32 | weitere Bilder |

### Defersdorf
| Lage                                  | Objekt                                                                         | Beschreibung | Akten-Nr.     | Bild |
| ------------------------------------- | ------------------------------------------------------------------------------ | --- | ------------- | ---- |
| Brennerheide 3 (Standort)             | Wohnstallhaus                                                                  | Eingeschossiger verputzter Massivbau mit Satteldach, Sichtfachwerkgiebel und Aufzugsgaube, um 1700 und „1853“ (bezeichnet)                                                    | D-5-73-125-33 | BW   |
| Ortsstraße 4 (Standort)               | Wohnstallhaus                                                                  | Eingeschossiger, traufständiger verputzter Massivbau mit Satteldach, verputztem Fachwerkobergeschoss und breiter Fachwerk-Schleppgaube, Mitte 19. Jahrhundert, 1921 erweitert | D-5-73-125-64 | BW   |
| Ortsstraße 4 (Standort)               | Scheune                                                                        | Fachwerkbau auf Sandsteinsockel mit Satteldach und Ziegelausfachung, von Georg Büttner, 1903                                                                                  | D-5-73-125-64 | BW   |
| Ortsstraße 5; Ortsstraße 7 (Standort) | Ehemaliger Herrensitz der Nürnberger Patrizierfamilie von Scheurl              | Zweigeschossiger Walmdachbau, Erdgeschoss verputztes Sandsteinquadermauerwerk, Obergeschoss freiliegendes Fachwerk, im Kern wohl Ende 17. Jahrhundert, bezeichnet „1801“      | D-5-73-125-34 | BW   |
| Ortsstraße 5; Ortsstraße 7 (Standort) | Ehemals Herrensitz der Nürnberger Patrizierfamilie von Scheurl, Gartenmauer    | Aus Sandsteinquader- und Bruchsteinmauerwerk mit volutenbekröntem Rundbogenportal, wohl 18./Anfang 19. Jahrhundert                                                            | D-5-73-125-34 | BW   |
| Ortsstraße 5; Ortsstraße 7 (Standort) | Ehemaliger Herrensitz der Nürnberger Patrizierfamilie von Scheurl, Gartenmauer | Renaissance-Sandsteinsäule mit Kapitell im Garten | D-5-73-125-34 | BW   |
| Ortsstraße 7 (Standort)               | Wohnhaus                                                                       | Eingeschossiger Walmdachbau mit Dachreiter und Glocke, verputzter Massivbau, bezeichnet „1808“                                                                                | D-5-73-125-35 | BW   |
| Ortsstraße 7 (Standort)               | Gartenmauer                                                                    | Aus Sandsteinquader- und -bruchsteinmauerwerk, wohl 19. Jahrhundert | D-5-73-125-35 | BW   |

### Großweismannsdorf
| Lage                           | Objekt                                             | Beschreibung | Akten-Nr.     | Bild           |
| ------------------------------ | -------------------------------------------------- | --- | ------------- | -------------- |
| Ansbacher Straße (Standort)    | Zwei spätmittelalterliche Sandsteinkreuze          | Das östliche vom ursprünglichen Standort auf der gegenüberliegenden Straßenseite versetzt und beschädigt                                                             | D-5-73-125-38 | weitere Bilder |
| Ansbacher Straße 29 (Standort) | Kleinbauernhaus                                    | Eingeschossiger verputzter Massivbau, langgestreckter zweiteiliger Traufseitbau, Wohnteil mit Mansardhalbwalmdach, Wirtschaftsteil mit Satteldach, bezeichnet „1786“ | D-5-73-125-36 | BW             |
| Ansbacher Straße 30 (Standort) | Zugehörige Fachwerkscheune mit massivem Westgiebel | 18. Jahrhundert | D-5-73-125-37 | BW             |
| Ansbacher Straße 34 (Standort) | Scheune                                            | Fachwerkbau mit Satteldach und verputztem Westgiebel, wohl 18. Jahrhundert, im Westen Mitte 19. Jahrhundert erweitert                                                | D-5-73-125-62 | BW             |
| Nähe B 14 (Standort)           | Gedenkstein                                        | Sandsteinplatte mit Inschrift zum Gedenken an einen an dieser Stelle verunglückten Bauern, Mitte 17. Jahrhundert (bezeichnet „1747“?).                               | D-5-73-125-39 | weitere Bilder |

### Kernmühle
| Lage                                                          | Objekt                         | Beschreibung | Akten-Nr.     | Bild           |
| ------------------------------------------------------------- | ------------------------------ | --- | ------------- | -------------- |
| Kernmühle 1; Kernmühle 2; Kernmühle 3; Kernmühle 2 (Standort) | Mühle, Wohn- und Mühlengebäude | Zweiteiliger verputzter Massivbau, westlicher Teil viergeschossig mit flachem Satteldach, Erdgeschoss bezeichnet „1676“, östlicher Teil zwei- bis dreigeschossig mit Mansardhalbwalmdach, Giebelgauben und Dachreiter | D-5-73-125-40 | weitere Bilder |
| Kernmühle 1; Kernmühle 2; Kernmühle 3; Kernmühle 2 (Standort) | Mühle, Altsitzhaus             | Eingeschossiger Sichtfachwerkbau mit Satteldach, Mitte 18. Jahrhundert, Schleppgaube modern | D-5-73-125-40 | BW             |
| Kernmühle 1; Kernmühle 2; Kernmühle 3; Kernmühle 2 (Standort) | Mühle, Scheune                 | Eingeschossiger verputzter Sandsteinquaderbau mit Satteldach und Zwerchhaus, bezeichnet „1849“ | D-5-73-125-40 | BW             |

### Kleinweismannsdorf
| Lage                             | Objekt        | Beschreibung                                                                                                | Akten-Nr.     | Bild          |
| -------------------------------- | ------------- | --- | ------------- | ------------- |
| Heilsbronner Straße 3 (Standort) | Wohnstallhaus | Eingeschossiger verputzter Bau mit Halbwalmdach und Fachwerkgiebel, im Kern um 1600, Giebeldachgaube modern | D-5-73-125-41 | Wohnstallhaus |

### Neuses
| Lage                                      | Objekt                                                 | Beschreibung | Akten-Nr.     | Bild       |
| ----------------------------------------- | ------------------------------------------------------ | --- | ------------- | ---------- |
| Baumgartenwiese (Standort)                | Gedenksäule                                            | Sandstein, ohne Inschrift, angeblich 17. Jahrhundert                                                                         | D-5-73-125-44 | BW         |
| Bibertstraße 4; Bibertstraße 6 (Standort) | Mühle an der Bibert, Wohnhaus                          | Stattlicher zweigeschossiger Sandsteinquaderbau mit Satteldach, bezeichnet „1759“                                            | D-5-73-125-42 | BW         |
| Bibertstraße 4; Bibertstraße 6 (Standort) | Mühle an der Bibert, Scheune                           | Langgestreckter verputzter Satteldachbau, Ende 17. Jahrhundert                                                               | D-5-73-125-42 | BW         |
| Bibertstraße 9 (Standort)                 | Wohnhaus, ehemals zur gegenüberliegenden Mühle gehörig | Zweigeschossiger Satteldachbau, Erdgeschoss Sandsteinquadermauerwerk, Obergeschoss freiliegendes Fachwerk, bezeichnet „1821“ | D-5-73-125-43 | BW         |
| Bibertstraße 9 (Standort)                 | Wohnhaus, Wirtschaftsgebäude                           | Eingeschossiger Sandsteinquaderbau mit Satteldach, wohl erste Hälfte 19. Jahrhundert                                         | D-5-73-125-43 | BW         |
| Petersbuck (Standort)                     | Steinkreuz                                             | Sandstein, mit gefasten Ecken, wohl spätmittelalterlich                                                                      | D-5-73-125-45 | Steinkreuz |

### Oedenreuth
| Lage                                | Objekt                        | Beschreibung | Akten-Nr.     | Bild |
| ----------------------------------- | ----------------------------- | --- | ------------- | ---- |
| Am Dorfplatz 2 (Standort)           | Altes Schloss                 | Zweigeschossiger freistehender Walmdachbau mit Aufzugserker, Erdgeschoss massiv verputzt, Fachwerkobergeschoss zweiseitig verputzt, erste Hälfte 17. Jahrhundert | D-5-73-125-46 | BW   |
| Oedenreuther Hauptstraße (Standort) | Wirtschaftsgebäude            | Zweigeschossiger freistehender Satteldachbau, Erdgeschoss Sandsteinquader- und -bruchsteinmauerwerk, Obergeschoss freiliegendes Fachwerk, wohl 18. Jahrhundert   | D-5-73-125-63 | BW   |
| Wimpashofer Straße 1 (Standort)     | Erdgeschossiges Wohnstallhaus | Mitte 18. Jahrhundert | D-5-73-125-48 | BW   |

### Stöckach
| Lage                       | Objekt        | Beschreibung | Akten-Nr.     | Bild |
| -------------------------- | ------------- | --- | ------------- | ---- |
| Erlachstraße 16 (Standort) | Wohnstallhaus | Eingeschossiger Satteldachbau, verputzter Massivbau, rückseitig wohl verputzter Fachwerkgiebel, wohl „1862“ (bezeichnet), späterer Dachausbau mit breiter Fachwerk-Schleppgaube und Giebelgauben | D-5-73-125-51 | BW   |
| Erlachstraße 22 (Standort) | Wohnstallhaus | Eingeschossiger Satteldachbau, verputzter Massivbau, rückseitig wohl verputzter Fachwerkgiebel, bezeichnet „1807“ und „1862,“ späterer Dachausbau mit breiter Fachwerk-Schleppgaube              | D-5-73-125-52 | BW   |

### Trettendorf
| Lage | Objekt                        | Beschreibung | Akten-Nr.     | Bild            |
| --- | ----------------------------- | --- | ------------- | --------------- |
| Am Alten Schlag 3 (Standort)                                                                                          | Fachwerkscheune               | Eingeschossiger Steildachbau, frühes 19. Jahrhundert                                                            | D-5-73-125-53 | Fachwerkscheune |
| Nähe Am Alten Schlag; Nähe Trettendorfer Hauptstraße; Nähe Trettendorfer Hauptstraße; Nähe Am Alten Schlag (Standort) | Hofanlage, Scheune            | Eingeschossiger Fachwerkbau mit Satteldach, Westgiebel verputzt, 19. Jahrhundert                                | D-5-73-125-54 | BW              |
| Nähe Am Alten Schlag; Nähe Trettendorfer Hauptstraße; Nähe Trettendorfer Hauptstraße; Nähe Am Alten Schlag (Standort) | Hofanlage, Wirtschaftsgebäude | Eingeschossiger Sandsteinquader- und Fachwerkbau mit Satteldach, 19. Jahrhundert, östliches Giebelfeld erneuert | D-5-73-125-54 | BW              |
| Trettendorfer Hauptstraße 5 (Standort)                                                                                | Wohnstallhaus                 | Eingeschossiger Massivbau mit Satteldach und Giebelgauben, bezeichnet „1827“                                    | D-5-73-125-55 | BW              |
| Trettendorfer Hauptstraße 5 (Standort)                                                                                | Scheune                       | Eingeschossiger Massiv- und Fachwerkbau mit Satteldach, frühes 19. Jahrhundert                                  | D-5-73-125-55 | BW              |

### Weitersdorf
| Lage                    | Objekt                                           | Beschreibung | Akten-Nr.     | Bild           |
| ----------------------- | ------------------------------------------------ | --- | ------------- | -------------- |
| Kirchgasse 5 (Standort) | Evangelisch-lutherische Filialkirche St. Ägidius | Kapellenartiger Rechteckbau, Sandsteinquaderbau mit Satteldach und Dachreiter mit Glocke, Ostgiebel holzverkleidet, 13./14. Jahrhundert, Altarraum Anfang 16. Jahrhundert, Teilumbau nach 1828, neugotisches Portal nach 1900; mit Ausstattung | D-5-73-125-56 | weitere Bilder |
| Weiheräcker (Standort)  | Steinkreuz                                       | Sandstein, Kreuzarme zum Teil abgängig, spätmittelalterlich | D-5-73-125-58 | weitere Bilder |

## Abgegangene Baudenkmäler
In diesem Abschnitt sind Objekte aufgeführt, die früher einmal in der Denkmalliste eingetragen waren, jetzt aber nicht mehr existieren, z. B. weil sie abgebrochen wurden. Aktennummern in diesem Abschnitt sind ehemalige, jetzt nicht mehr gültige Aktennummern.

| Lage                             | Objekt        | Beschreibung | Akten-Nr.     | Bild           |
| -------------------------------- | ------------- | --- | ------------- | -------------- |
| Roßtal Schwalbenhof 2 (Standort) | Wohnstallhaus | Eingeschossiger zweiflügeliger Satteldachbau mit breiter Fachwerk-Schleppgaube, weitgehend verputzter Massivbau, Keller vom Vorgängerbau integriert, 18. Jahrhundert, rückwärtiger Anbau im frühen 20. Jahrhundert; am 11. Februar 2013 abgebrannt; 2014 abgerissen | D-5-73-125-61 | weitere Bilder |